# Dendrographa
Dendrographa is een geslacht van schimmels in de familie Roccellaceae.

## Soorten
Volgens Index Fungorum bevat het geslacht acht soorten (peildatum september 2021):
| Soortnaam                             | Auteur(s)                       | Publicatiejaar |
| ------------------------------------- | ------------------------------- | -------------- |
| Dendrographa alectoroides             | Sundin & Tehler                 | 1996           |
| Dendrographa austrosorediata          | Aptroot & Gumboski              | 2017           |
| Dendrographa conformis                | (Tehler) Ertz & Tehler          | 2011           |
| Dendrographa decolorans (Purperkring) | (Turner & Borrer) Ertz & Tehler | 2011           |
| Dendrographa franciscana              | (Zahlbr.) Ertz & Tehler         | 2011           |
| Dendrographa latebrarum               | (Ach.) Ertz & Tehler            | 2011           |
| Dendrographa leucophaea               | (Tuck.) Darb.                   | 1898           |
| Dendrographa minor                    | Darb.                           | 1898           |